# Rzeczki (rejon wietecki)
Rzeczki (biał. Рэчкі, Reczki, ros. Речки, Rieczki)  – dawna wieś na Białorusi, w obwodzie homelskim, w rejonie wieteckim, około 17km na północ od Wietki.
W wyniku katastrofy w elektrowni jądrowej w Czarnobylu i skażenia promieniotwórczego mieszkańcy wsi zostali przesiedleni.
Wieś została oficjalnie zlikwidowana w 2011 roku.